# 변시영
변시영(邊時映, 1986년 9월 27일 ~ )은 전 KBO 리그 LG 트윈스의 투수이다.

## 출신학교
- 내발산초등학교
- 양천중학교
- 경동고등학교
- 대불대학교